# Tri Kusharyanto
Tri Kusharyanto (Yogyakarta, 18 de enero de 1974) es un deportista indonesio que compitió en bádminton, en la modalidad dobles mixto.
Participó en tres Juegos Olímpicos de Verano entre los años 1996 y 2004, obteniendo una medalla de plata en Sídney 2000 en la prueba de dobles mixto. Ganó una medalla de bronce en el Campeonato Mundial de Bádminton de 1997.

## Palmarés internacional
| Juegos Olímpicos   | Juegos Olímpicos      | Juegos Olímpicos  | Juegos Olímpicos |
| Año                | Lugar                 | Medalla           | Prueba           |
| ------------------ | --------------------- | ----------------- | ---------------- |
| 2000               | Sídney (Australia)    | Medalla de plata  | Dobles mixto     |
| Campeonato Mundial |                       |                   |                  |
| Año                | Lugar                 | Medalla           | Prueba           |
| 1997               | Glasgow (Reino Unido) | Medalla de bronce | Dobles mixto     |